# Роттер, Рафаэль
Рафаэль Ро́ттер (нем. Rafael Rotter; род. 14 июня 1987, Вена, Австрия) — австрийский профессиональный хоккеист. Нападающий хоккейного клуба «Вена Кэпиталз». Игрок сборной Австрии по хоккею с шайбой.

## Карьера
Первым клубом в карьере Роттера был «Винер», за который Рафаэль выступал во второй по силе австрийской лиге. В сезоне 2004/05 выступал за «Ред Булл» из Зальцбурга. С 2005 по 2008 год выступал за канадскую команду «Гелф Шторм». В 2008 году вернулся в Австрию, где подписал контракт со столичным клубом «Вена Кэпиталз». Рафаэль Роттер был удостоен чести зажечь пламя XIII Европейских Маккабианских игр 2011 года в Вене.